# Addison G. Foster

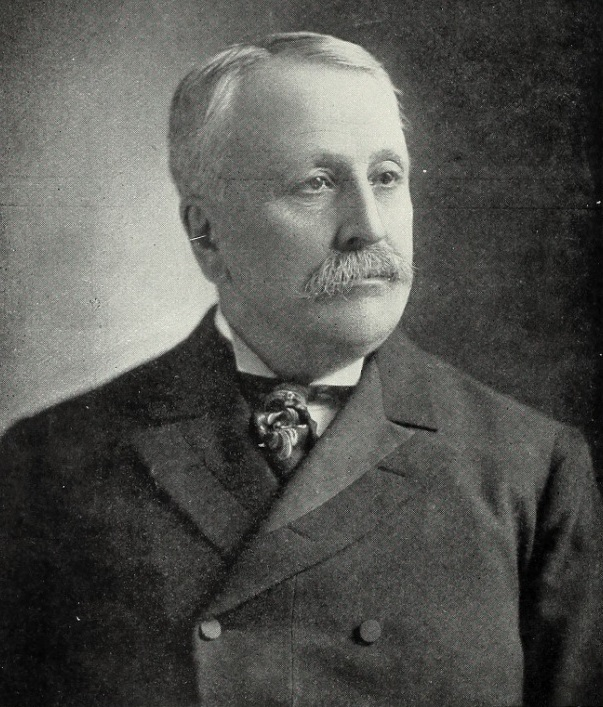
Addison G. Foster (1900)

Addison Gardner Foster (* 28. Januar 1837 in Belchertown, Hampshire County, Massachusetts; † 16. Januar 1917 in Tacoma, Washington) war ein US-amerikanischer Politiker (Republikanische Partei), der von 1899 bis 1905 den Bundesstaat Washington im US-Senat vertrat.

## Frühe Jahre
Seine Familie zog nach seiner Geburt nach Oswego im Kendall County in Illinois, wo er die öffentlichen Schulen besuchte. Später zog Foster ins Wabasha County in Minnesota, wo er Getreide- und Immobiliengeschäften nachging. Ferner war er dort als Auditor und Landvermesser tätig. Dann zog er 1873 nach Saint Paul und 1888 nach Tacoma, wo er sich jeweils mit Holzgeschäften beschäftigte. Ferner engagierte er sich in Tacoma im Kohlebergbau und beim Eisenbahnbau.

## US-Senator von Washington
Foster wurde als Republikaner in den US-Senat gewählt und war dort vom 4. März 1899 bis zum 3. März 1905 tätig. Er entschied sich, nicht für eine zweite Amtszeit zu kandidieren. Während seiner Amtszeit war er Vorsitzender des Committee on Coast and Insular Survey (56. und 57. US-Kongress) und ein Mitglied des Committee on Geological Survey (58. US-Kongress).

## Weiterer Lebenslauf
Nach seiner Zeit im US-Senat kehrte er zu seinen Holzgeschäften in Tacoma zurück und zog sich dann 1914 aus den aktiven Geschäftsaktivitäten zurück. Er verstarb in Tacoma 1917 und wurde anschließend auf dem dortigen Tacoma Cemetery beigesetzt.